# US Ivry
La Union Sportive d'Ivry Handball, més coneguda com a US Ivry, és un equip d'handbol de la localitat francesa d'Ivry-sur-Seine. El club es fundà l'any 1947 i actualment disputa la Divisió 1 de la Lliga francesa d'handbol, on és el segon equip amb més títols.

## Palmarès
- 8 Lligues franceses: 1963, 1964, 1966, 1970, 1971, 1983, 1997 i 2007
- 1 Copa de França: 1996